# Gironès
Gironès là một comarca (hạt) của Catalonia ở đông bắc Tây Ban Nha. Giáp với Selva, Baix Empordà, Alt Empordà, Pla de l'Estany và Garrotxa.

## Các đô thị
Dân số năm 2001.
- Aiguaviva - 496
- Bescanó - 3.309
- Bordils - 1.344
- Campllong - 311
- Canet d'Adri - 528
- Cassà de la Selva - 7.712
- Celrà - 2.731
- Cervià de Ter - 662
- Flaçà - 863
- Fornells de la Selva - 1.627
- Girona - 74.879
- Juià - 267
- Llagostera - 5.186
- Llambilles - 486
- Madremanya - 197
- Quart - 2.362
- Salt - 21.238
- Sant Andreu Salou - 137
- Sant Gregori - 2.487
- Sant Joan de Mollet - 406
- Sant Jordi Desvalls - 634
- Sant Julià de Ramis - 2.098
- Sant Martí Vell - 204
- Sant Martí de Llémena - 459
- Sarrià de Ter - 3.708
- Vilablareix - 2.034
- Viladasens - 178